# John Gilbert (actor)
John Gilbert (născut John Cecil Pringle; n. 10 iulie 1897, Logan⁠(d), Utah, SUA – d. 9 ianuarie 1936, Los Angeles, California, SUA) a fost un actor, scenarist și regizor american. El a fost celebru în epoca filmului mut și a devenit cunoscut sub numele de „The Great Lover”. La apogeul carierei sale, Gilbert a rivalizat cu Rudolph Valentino, o altă vedetă a filmului mut.
Popularitatea lui Gilbert a început să scadă atunci când filmul mut a fost înlocuită cu filmul sonor. Deși Gilbert a fost menționat adesea ca unul dintre principalele exemple de actori care nu au avut succes în trecerea de la filmul mut la filmul sonor, declinul său ca vedetă de cinema a avut mai mult de-a face cu politica studiourilor și cu onorariile sale mari decât cu sunetul vocii sale pe ecran, care era clară și distinctă.

## Filmografie
| An   | Film                          | Rol                                    | Observații                          |
| ---- | ----------------------------- | -------------------------------------- | ----------------------------------- |
| 1915 | The Coward                    | Rol minor                              | Nemenționat                         |
| 1915 | Matrimony                     | Figurant                               | Scurtmetraj Nemenționat             |
| 1915 | Aloha Oe                      | Figurant                               | Nemenționat                         |
| 1916 | The Corner                    | Figurant                               | Nemenționat                         |
| 1916 | Bullets and Brown Eyes        |                                        |                                     |
| 1916 | The Last Act                  | Figurant                               | Nemenționat                         |
| 1916 | Hell's Hinges                 | Rowdy townsman                         | Nemenționat                         |
| 1916 | The Aryan                     | Figurant                               | Nemenționat                         |
| 1916 | Civilization                  | Figurant                               | Nemenționat                         |
| 1916 | The Apostle of Vengeance      | Willie Hudson                          |                                     |
| 1916 | The Phantom                   | Bertie Bereton                         |                                     |
| 1916 | Eye of the Night              |                                        | Nemenționat                         |
| 1916 | Shell 43                      | English Spy                            |                                     |
| 1916 | The Sin Ye Do                 | Jimmy                                  |                                     |
| 1917 | The Weaker Sex                |                                        |                                     |
| 1917 | The Bride of Hate             | Dr. Duprez's Son                       |                                     |
| 1917 | Princess of the Dark          | „Crip” Halloran                        |                                     |
| 1917 | The Dark Road                 | Cedric Constable                       |                                     |
| 1917 | Happiness                     | Richard Forrester                      | Menționat ca Jack Gilbert           |
| 1917 | The Millionaire Vagrant       | James Cricket                          |                                     |
| 1917 | The Hater of Men              | Billy Williams                         |                                     |
| 1917 | The Mother Instinct           | Jean Coutierre                         |                                     |
| 1917 | Golden Rule Kate              | The Heller                             |                                     |
| 1917 | The Devil Dodger              | Roger Ingraham                         |                                     |
| 1917 | Up or Down?                   | Allan Corey                            |                                     |
| 1918 | Nancy Comes Home              | Phil Ballou                            | Menționat ca Jack Gilbert           |
| 1918 | Shackled                      | James Ashley                           | Menționat ca Jack Gilbert           |
| 1918 | More Trouble                  | Harvey Deering                         | Menționat ca Jack Gilbert           |
| 1918 | One Dollar Bid                | Menționat ca Jack Gilbert              |                                     |
| 1918 | Wedlock                       | Granger Hollister                      | Menționat ca Jack Gilbert           |
| 1918 | Doing Their Bit               | Menționat ca Jack Gilbert              |                                     |
| 1918 | The Mask                      | Billy Taylor                           | Menționat ca Jack Gilbert           |
| 1918 | Three X Gordon                | Archie                                 | Menționat ca Jack Gilbert           |
| 1918 | The Dawn of Understanding     | Ira Beasly                             | Menționat ca Jack Gilbert           |
| 1919 | The White Heather             | Dick Beach                             | Menționat ca Jack Gilbert           |
| 1919 | The Busher                    | Jim Blair                              | Menționat ca Jack Gilbert           |
| 1919 | The Man Beneath               | James Bassett                          | Menționat ca Jack Gilbert           |
| 1919 | A Little Brother of the Rich  | Carl Wilmerding                        |                                     |
| 1919 | The Red Viper                 | Dick Grant                             | Menționat ca Jack Gilbert           |
| 1919 | For a Woman's Honor           | Dick Rutherford                        |                                     |
| 1919 | Widow by Proxy                | Jack Pennington                        | Menționat ca Jack Gilbert           |
| 1919 | Heart o' the Hills            | Gray Pendleton                         | Menționat ca Jack Gilbert           |
| 1919 | Should a Woman Tell?          | The Villain                            | Menționat ca Jack Gilbert           |
| 1920 | The White Circle              | Frank Cassilis                         | Menționat ca Jack Gilbert Scenarist |
| 1920 | The Great Redeemer            | Rol neidentificat                      | Nemenționat Adaptare                |
| 1920 | Deep Waters                   | Bill Lacey                             | Menționat ca Jack Gilbert Scenarist |
| 1921 | The Servant in the House      | Percival                               | Menționat ca Jack Gilbert           |
| 1921 | The Bait                      | –                                      | Film pierdut Scenarist              |
| 1921 | Love's Penalty                | –                                      | Scenarist, regizor, monteur         |
| 1921 | Shame                         | William Fielding/David Field           |                                     |
| 1921 | Ladies Must Live              | Grădinarul                             | Menționat ca Jack Gilbert           |
| 1922 | Gleam O'Dawn                  | Gleam O'Dawn                           |                                     |
| 1922 | Arabian Love                  | Norman Stone                           |                                     |
| 1922 | The Yellow Stain              | Donald Keith                           |                                     |
| 1922 | Honor First                   | Jacques Dubois/Honoré Duboois          |                                     |
| 1922 | Monte Cristo                  | Edmond Dantes, Contele de Monte Cristo |                                     |
| 1922 | Calvert's Valley              | Page Emlyn                             | Menționat ca Jack Gilbert           |
| 1922 | The Love Gambler              | Dick Manners                           |                                     |
| 1922 | A California Romance          | Don Patricio Fernando                  |                                     |
| 1923 | While Paris Sleeps            | Dennis O'Keefe                         |                                     |
| 1923 | Truxton King                  | Truxton King                           |                                     |
| 1923 | Madness of Youth              | Jaca Javalie                           |                                     |
| 1923 | St. Elmo                      | St. Elmo Thornton                      | Film pierdut                        |
| 1923 | The Exiles                    | Henry Holcombe                         |                                     |
| 1923 | Cameo Kirby                   | Cameo Kirby                            |                                     |
| 1924 | Just Off Broadway             | Stephen Moore                          |                                     |
| 1924 | The Wolf Man                  | Gerald Stanley                         | Film pierdut                        |
| 1924 | A Man's Mate                  | Paul                                   |                                     |
| 1924 | The Lone Chance               | Jack Saunders                          | Film pierdut                        |
| 1924 | Romance Ranch                 | Carlos Brent                           |                                     |
| 1924 | His Hour                      | Gritzko                                |                                     |
| 1924 | Married Flirts                | Guest at party                         | Scurtă apariție Film pierdut        |
| 1924 | He Who Gets Slapped           | Bezano                                 |                                     |
| 1924 | The Snob                      | Eugene Curry                           | Film pierdut                        |
| 1924 | The Wife of the Centaur       | Jeffrey Dwyer                          | Film pierdut                        |
| 1925 | The Merry Widow               | Prințul Danilo Petrovich               |                                     |
| 1925 | The Big Parade                | James Apperson                         |                                     |
| 1925 | Ben-Hur: A Tale of the Christ | Figurant în mulțime la cursa de care   | Nemenționat                         |
| 1926 | La Bohème                     | Rodolphe                               |                                     |
| 1926 | Bardelys the Magnificent      | Bardelys                               |                                     |
| 1926 | Flesh and the Devil           | Leo von Harden                         |                                     |
| 1927 | The Show                      | Cock Robin                             |                                     |
| 1927 | Twelve Miles Out              | Jerry Fay                              |                                     |
| 1927 | Man, Woman and Sin            | Albert Whitcomb                        |                                     |
| 1927 | Love                          | Căpitanul conte Alexei Vronsky         | Regizor (nemenționat)               |
| 1928 | The Cossacks                  | Lukashka                               |                                     |
| 1928 | Four Walls                    | Benny Horowitz                         | Film pierdut                        |
| 1928 | Show People                   | el însuși                              | Scurtă apariție Nemenționat         |
| 1928 | The Masks of the Devil        | Baron Reiner                           |                                     |
| 1928 | A Woman of Affairs            | Neville „Nevs” Holderness              |                                     |
| 1929 | Desert Nights                 | Hugh Rand                              | Ultimul film mut                    |
| 1929 | His Glorious Night            | Căpitanul Kovacs                       | Debutul în film sonor               |
| 1929 | The Hollywood Revue of 1929   | el însuși                              |                                     |
| 1930 | Redemption                    | Fedya                                  |                                     |
| 1930 | Way for a Sailor              | Jack                                   |                                     |
| 1931 | Gentleman's Fate              | Giacomo Tomasulo/Jack Thomas           |                                     |
| 1931 | The Phantom of Paris          | Chéri-Bibi                             |                                     |
| 1931 | West of Broadway              | Jerry Seevers                          |                                     |
| 1932 | Downstairs                    | Karl Schneider                         | Autorul poveștii                    |
| 1933 | Fast Workers                  | Gunner Smith                           |                                     |
| 1933 | Queen Christina               | Antonio                                |                                     |
| 1934 | The Captain Hates the Sea     | Steve Bramley                          |                                     |